# Ottleya
Ottleya, nekadašnji biljni rod iz porodice mahunarki. Pripadalo mu 10 vrsta trajnica iz Sjeverne Amerike, od središnjeg i jugozapoadnog dijela SAD-a na jug do poluotoka Yucatan. Sinonim je za Acmispon Raf.
Rod je opisan 1999., D.D.Sokoloff